# Vení
Vení, en grec moderne : Βενί, est un village du dème de Mylopótamos, en Crète, en Grèce. Selon le recensement de 2011, la population de Vení compte 188 habitants. Il est situé à une altitude de 340 m et à une distance de 40 km de Réthymnon.

## Recensements de la population
| Recensements | 1900 | 1920 | 1928 | 1940 | 1951 | 1961 | 1971 | 1981 | 1991 | 2001 | 2011 |
| ------------ | ---- | ---- | ---- | ---- | ---- | ---- | ---- | ---- | ---- | ---- | ---- |
| Population   | 170  | 142  | 134  | 174  | 187  | 175  | 171  | 255  | -    | 210  | 188  |